# Melanie Gieschen
Melanie Gieschen (* 19. Mai 1971 in Limburg an der Lahn) ist eine deutsche Dramatikerin.

## Leben
Sie absolvierte 2000 das Studium Szenisches Schreiben an der Universität der Künste Berlin und arbeitet seither als freie Autorin für Theater, Film und Kurzgeschichten. Zudem ist sie als freie Trainerin und Coach für Kommunikation und Persönlichkeit tätig. Sie ist Dozentin an der Steinbeis-Hochschule Berlin und der Universität der Künste Berlin.
Melanie Gieschen lebt in Berlin.

## Auszeichnungen
- 1999 Landespreis für Volkstheaterstücke Baden-Württemberg
- 2000 Anna-Seghers-Preis

## Werke
- Gnadenlos (1998)
- Die Abzocker (2000)
- Was bleibt Was kommt (2001)
- Klasse der Besten (2003)

| Personendaten    | Personendaten         |
| ---------------- | --------------------- |
| NAME             | Gieschen, Melanie     |
| KURZBESCHREIBUNG | deutsche Dramatikerin |
| GEBURTSDATUM     | 19. Mai 1971          |
| GEBURTSORT       | Limburg an der Lahn   |